# Exyston salebroon
Exyston salebroon là một loài tò vò trong họ Ichneumonidae.